# Francesc de Nicolau i de Miró
Francesc de Nicolau i de Miró (Reus, 25 de juliol de 1756 - Ulldecona, 1809) va ser un comerciant i cavaller català, fill de Ramon de Nicolau i Ferrer.
Emparentat amb els Miró, una rica família reusenca - la seva mare era filla de Pau de Miró i Claveguera -, el 1779 es casà amb Teresa de Folch i de March, cosa que l'emparentà amb altres dues famílies de la petita noblesa reusenca, els Folch i els March. Hereu de la senyoria i el terme de Saraís, va comprar uns setanta jornals de prats i horts que va vincular a la senyoria, al lloc veí de Barruera per 10.000 lliures. Va atendre en tot moment la senyoria, fent-hi freqüents viatges. El 1800 n'anomenà administrador Antoni Ferreró, pagès de Durro. El 1803 enviduà i el 1804 es casà en segones núpcies amb Maria Francesca de Vilardaga i Canudes, filla de Carles de Vilardaga i Ferrer, cavaller i comerciant de Berga.
No va oblidar els orígens botiguers i comercials dels Nicolau (el seu avi Marià de Nicolau i Querol va començar amb una botiga a Reus), va fundar una botiga nova al carrer del Forn a la seva ciutat, amb altres socis, que es dedicà al comerç a la menuda i a l'engròs, amb un capital de 50.000 lliures. Va fer també inversions en fragates, com ara l'anomenada Sacra Família de dues centes tones, amb la qual comerciava amb ultramar. Junt amb el seu avi va edificar el Mas de Nicolau, a Reus, i va engrandir el mas i les terres de Cal Nicolau, a Vinyols i els Arcs. Com a membre de la petita noblesa reusenca, es va dedicar a la política, i el 1785 va ser Síndic personer a l'ajuntament de Reus. Va morir a Ulldecona els primers mesos de 1809. S'ignora si les seves restes van ser traslladades a Vinyols, com havia demanat, però se suposa que si. Un fill seu, Antoni de Nicolau i de Folch va participar activament a la Guerra del francès i arribà al grau de comandant. Ramon de Nicolau i de Folch, el fill gran, va ser l'hereu dels béns familiars.